# Deutsche Einband-Meisterschaft 2012/13

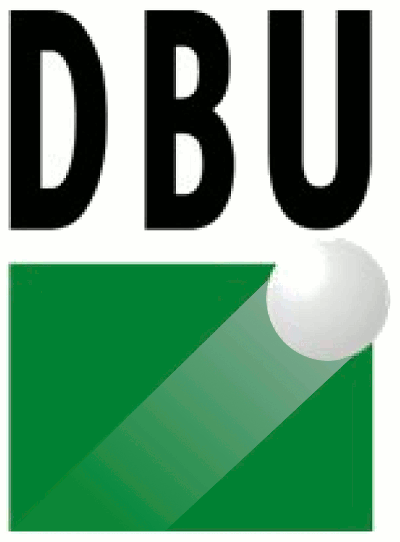
Verbandslogo: DBU

Veranstaltungsort: Bad Wildungen

Die Deutsche Einband-Meisterschaft 2012/13 ist eine Billard-Turnierserie und fand am 24. und 25. Oktober 2012 in Bad Wildungen zum 59. Mal statt.

## Geschichte
Wolfgang Zenkner gewann in Bad Wildungen seinen 14. deutschen Meistertitel im Einband. Damit ist er der Rekordsieger. Mit einem Durchschnitt (GD) von 11,90 bewies er wieder einmal seine internationale Extraklasse in seiner Spezialdisziplin. Mit einer ebenfalls sehr guten Leistung wurde der Kemptener Dieter Steinberger Zweiter vor den beiden Drittplatzierten Sven Daske und Uwe Matuszak.
Die kompletten Ergebnisse stammen aus eigenen Unterlagen und der österreichischen Billardzeitung Billard.

## Modus
Gespielt wurde in zwei Vierergruppen bis 100 Punkte oder 20 Aufnahmen. Die zwei Gruppenbesten kamen danach in die K.-o.-Spiele des Halbfinales. Ab hier wurde bis 100 Punkte ohne Aufnahmenbegrenzung gespielt.
Die Endplatzierung ergab sich aus folgenden Kriterien:
1. Matchpunkte (MP)
2. Generaldurchschnitt (GD)
3. Bester Einzeldurchschnitt (BED)
4. Höchstserie (HS)

## Teilnehmer (alphabetisch)
1. Wolfgang Zenkner, Titelverteidiger
2. Sven Daske (BF LZ Schiffweiler)
3. Carsten Lässig (BG Coesfeld)
4. Uwe Matuszak (BF Krefeld-Königshof)
5. Arnd Riedel (BC Wedel)
6. Sebastian Rob (Hattinger BV)
7. Stefan Scheler (SV 1889 Altenweddingen)
8. Dieter Steinberger (BC Kempten)

### Gruppenphase
| Platz                     | Name             | MP  | Pkte. | Aufn. | GD    | BED   | HS |
| ------------------------- | ---------------- | --- | ----- | ----- | ----- | ----- | -- |
| 1                         | Wolfgang Zenkner | 6:0 | 300   | 22    | 13,63 | 25,00 | 80 |
| 2                         | Uwe Matuszak     | 4:2 | 192   | 50    | 3,84  | 3,85  | 21 |
| 3                         | Stefan Scheler   | 2:4 | 152   | 44    | 3,45  | 4,60  | 20 |
| 4                         | Carsten Lässig   | 0:6 | 163   | 48    | 3,39  | –     | 21 |
| Gruppendurchschnitt: 4,92 |                  |     |       |       |       |       |    |

| Platz                     | Name               | MP  | Pkte. | Aufn. | GD   | BED   | HS |
| ------------------------- | ------------------ | --- | ----- | ----- | ---- | ----- | -- |
| 1                         | Dieter Steinberger | 5:1 | 283   | 42    | 6,73 | 25,00 | 51 |
| 2                         | Sven Daske         | 5:1 | 283   | 54    | 5,24 | 6,25  | 34 |
| 3                         | Arnd Riedel        | 2:4 | 174   | 36    | 4,83 | 6,25  | 24 |
| 4                         | Sebastian Rob      | 0:6 | 212   | 52    | 4,07 | –     | 27 |
| Gruppendurchschnitt: 5,17 |                    |     |       |       |      |       |    |

### Finalrunde
| 1. Halbfinale    |     |     |    |       |       |    |
| Wolfgang Zenkner | 2:0 | 100 | 10 | 10,00 | 10,00 | 61 |
| Sven Daske       | 0:2 | 57  | 10 | 5,70  | –     | 25 |

| 2. Halbfinale      |     |     |   |       |       |    |
| Dieter Steinberger | 2:0 | 100 | 9 | 11,11 | 11,11 | 34 |
| Uwe Matuszak       | 0:2 | 44  | 9 | 4,88  | –     | 33 |

| Finale             |     |     |    |       |       |    |
| Wolfgang Zenkner   | 2:0 | 100 | 10 | 10,00 | 10,00 | 49 |
| Dieter Steinberger | 0:2 | 24  | 10 | 2,40  | –     | 13 |

## Abschlusstabelle
| MP    | Match Punkte (Sieger = 2; Unentschieden = 1; Verlierer = 0) |
| SV    | Satzverhältnis (nur bei Turnieren im Satzsystem)            |
| Pkte. | Erzielte Karambolagen                                       |
| Aufn. | benötigte Aufnahmen                                         |
| GD    | Generaldurchschnitt                                         |
| MGD   | Mannschafts-Generaldurchschnitt                             |
| BED   | Bester Einzeldurchschnitt eines Spielers                    |
| BEMD  | Bester Einzeldurchschnitt einer Mannschaft                  |
| BSD   | Bester Satzdurchschnitt eines Spielers                      |
| HS    | Höchstserie                                                 |
| WRP   | Weltranglistenpunkte                                        |

| Klassement                | Klassement | Klassement         | Klassement | Klassement | Klassement | Klassement | Klassement | Klassement | Klassement |
| Phase                     | Platz      | Name               | MP         | Pkt.       | Aufn.      | GD         | BED        | HS         |            |
| ------------------------- | ---------- | ------------------ | ---------- | ---------- | ---------- | ---------- | ---------- | ---------- | ---------- |
| Finale                    | 1          | Wolfgang Zenkner   | 10:0       | 500        | 42         | 11,90      | 25,00      | 80         |            |
| Finale                    | 2          | Dieter Steinberger | 7:3        | 407        | 61         | 6,67       | 25,00      | 51         |            |
| Halb- finale              | 3          | Sven Daske         | 5:3        | 340        | 64         | 5,31       | 6,25       | 34         |            |
| Halb- finale              | 3          | Uwe Matuszak       | 4:4        | 236        | 50         | 4,00       | 3,85       | 33         |            |
| Gruppen- phase            | 5          | Arnd Riedel        | 2:4        | 174        | 36         | 4,83       | 6,25       | 24         |            |
| Gruppen- phase            | 6          | Stefan Scheler     | 2:4        | 152        | 44         | 3,45       | 4,60       | 20         |            |
| Gruppen- phase            | 7          | Sebastian Rob      | 0:6        | 212        | 52         | 4,07       | –          | 27         |            |
| Gruppen- phase            | 8          | Carsten Lässig     | 0:6        | 163        | 48         | 3,39       | –          | 21         |            |
| Turnierdurchschnitt: 5,37 |            |                    |            |            |            |            |            |            |            |